# Chlorissa melinaria
Chlorissa melinaria là một loài bướm đêm trong họ Geometridae.